# Louis Delaporte (homme politique)
Pour les articles homonymes, voir Louis Delaporte et Louis Joseph Delaporte.
Louis Delaporte, né le 27 octobre 1896 à Criel-sur-Mer (Seine-Maritime) et mort le 13 mai 1985 à Dieppe (Seine-Maritime), est un homme politique français.

## Mandats
- Député de la neuvième circonscription de la Seine-Maritime (1958-1962)
- Maire de Criel-sur-Mer